# Los curdas (obra de teatro)
Los curdas es una obra escrita por el dramaturgo Florencio Sánchez el 2 de enero de 1907. 
 Es una obra en tres cuadros cuya acción transcurre en Buenos Aires. Los temas de la obra son los celos, enredos y sospechas dentro del matrimonio de Luisa y Carlos, además se muestra el ambiente de la clase media-alta en la ciudad de Buenos Aires, a principios del siglo pasado.
Los curdas es una de las seis obras (junto con La tigra, El cacique Pichuelo, Un buen negocio, Marta Gruni y Moneda falsa), que estrenó Florencio Sánchez cuando realizó su viaje a Europa.
En esta obra, se muestra su buen hacer teatral prematuramente segado por la muerte. Florencio Sánchez ejerció su carrera dramática en Argentina y Uruguay y fue uno de los puntos de partida para el teatro nacional de ambos países.

## Argumento
Luisa, encontró una mancha en el saco de su marido Carlos. Ella empieza a decirle a su madre (Misia Emilia) y a su hermana (Adela), que esa mancha era muy grande y no podía ser de comida, porque era una mancha blanca, Emilia y Adela le dijeron que no empezara con suposiciones. Después de eso, Luisa le cuenta a sus madre y a su hermana que Carlos estaba llegando muy tarde a su casa.
Luego de las discusiones, suena el teléfono y atiende Luisa, era el amigo de Carlos, Pancho. Este pensando que la que atendió el teléfono era la criada, le dijo que le mandaba una carta a Carlos, y que se la tenía que dar en la mano a él.
En un momento llega la carta y Luisa la abre y lee, sorprendida se la da a Adela para que la lea en voz alta ya que esta se la pidió, entonces le da la carta y Adela la lee en voz alta así Emilia también puede escuchar qué dice la carta, lo que dice la carta es lo siguiente: “Mi querido Carlos: como mañana se va el pato para Córdoba, hemos pensado en despedirlo con una comida en lo de Lucio. Estaremos, El tuerto Pérez, el Gallego, vos y yo nomas. A los postres caerán Ermita y Lola, y concluiremos de correrla en Palermo. Cuídela general por toda la compañía. Te esperamos, pues, sin falta a las 7.30-Tuyo-Pancho. ¡Ah ¡me olvidaba! Avísale a Adolfo y tráete unos pesos, porque ya lo sabes, a escote, nada es caro”. Luego de todo eso como Luisa se quiere divorciar, Adela para que eso no suceda, idea un plan que consiste en que ella, Luisa y Emilia se vayan a Palermo, en un coche cerrado. Allí encontrarían a Carlos con sus amigos, y entonces si los pillan en malos pasos, Luisa si quiere se puede divorciar.
Cuando llega Carlos a la casa, Luisa le da la carta.
En el lugar de la carta, Luisa se puso nerviosa por si su marido y Adolfo las reconocían. Carlos y sus amigos tomaron mucho. Además estaban con dos otras chicas, Lola y Erminda.
En un momento Luisa empieza a gritar el nombre de Carlos, y además gritaba que la mataban. En ese momento Carlos ve a Luisa y le empieza a preguntar si estaba herida, y también él pedía un médico. Después de eso Carlos le pregunta a Adela qué había pasado, y Luisa se pone a llorar. Luego Luisa le empieza a gritar a Carlos, y este la trata de tranquilizar. También él les pide explicaciones de cómo llegaron hasta ahí, entonces Adela le responde a Carlos que si quería completar todo su espectáculo con una escena se celos, luego Adela le pregunta a Luisa si se quiere ir y ella dice que sí, entonces Carlos se va acercando a ellas y le pide perdón. Antes de irse del lugar Carlos le pide la cuenta al mozo, se termina lo poco que le queda en el vaso, y se termina yendo del lugar.

## Personajes
| - Misia Emilia - Erminda - Adela - Lola - Luisa - Un vigilante - La sirvienta - Un ciclista - Carlos | - El compadre - Adolfo - Curdelona 1º - Curdelona 2º - El ñato - El tuerto Pérez - El oficial - Pancho López - El gallego - Mozo |